# Tim Somerville
Timothy H. Somerville, detto Tim (Superior, 14 settembre 1960), è un giocatore di curling statunitense.

## Biografia
Partecipò ai XVI Giochi olimpici invernali edizione disputata a Albertville (Francia) nel 1992, riuscendo ad ottenere la terza posizione nella squadra statunitense con i connazionali Mike Strum, Bud Somerville, Bill Strum e Bob Nichols. 
Nell'edizione la nazionale svizzera si classificò prima, la norvegese seconda. La competizione ebbe lo status di sport dimostrativo 